# چهارداغ‌لار بالا
چهارداغ‌لار بالا (به لاتین: Yuxarı Çardaqlar) یک منطقه مسکونی در جمهوری آذربایجان است که در شهرستان زاقاتالا واقع شده است. چهارداغ‌لار بالا ۲۰۸۳ نفر جمعیت دارد.